# Schurz
Schurz is een plaats (census-designated place) in de Amerikaanse staat Nevada, en valt bestuurlijk gezien onder Mineral County.

## Demografie
Bij de volkstelling in 2000 werd het aantal inwoners vastgesteld op 721.

## Geografie
Volgens het United States Census Bureau beslaat de plaats een oppervlakte van 156,6 km², geheel bestaande uit land. Schurz ligt op ongeveer 1258 m boven zeeniveau.

## Plaatsen in de nabije omgeving
De onderstaande figuur toont nabijgelegen plaatsen in een straal van 52 km rond Schurz.